# Габель, Биргитта София
Биргитта София Габель (дат. Birgitte Sofie Gabel; 1746 — 1769) — датская аристократка.
Биргитта София родилась в семье барона Вернера Розенкранца и Эльзы Маргреты Сехестед. В 1762 году она вышла замуж за придворного и дворянина Кристиана Карла Габеля. Биргитта София славилась своей красотой и умом. Современный ей мемуарист граф Ранцау-Ашеберг описывал её как женщину, чьё образование и обширные научные знания были сравнимы с образованностью большинства мужчин. В 1764 году Биргитта София была удостоена ордена Совершенного согласия.
Датский король Кристиан VII нашёл ее привлекательной и попытался соблазнить. В 1767 году окружение Клода Луи, графа де Сен-Жермена, решило сделать её официальной любовницей монарха, чтобы отвлечь его от политики и взять на себя фактическую власть над самим правительством. Их план не удался, поскольку сама Габель не хотела становиться любовницей короля, так как находила его отталкивающим и была влюблена в принца Карла Гессен-Кассельского. В том же году Стёвлет-Катрина стала официальной любовницей короля, но уже в следующем году была изгнана из страны.
Согласно современным ей сообщениям, Иоганн Фридрих Струэнзе вновь попытался сделать её официальной королевской любовницей в 1769 году, утверждая, что для здоровья психически больного короля было бы полезно иметь умную женщину в качестве любовницы, поскольку это позволило бы лучше контролировать поведение монарха. По некоторым данным, в планы Струэнзе также входило самому стать любовником Габель и через неё осуществлять политический контроль над королём. Габель предприняла попытку более благосклонно отнестись к Кристиану VII, чем ранее, но, заметив, что здоровье и поведение короля не улучшились и, скорее всего, не изменятся, если она станет его любовницей, она отказалась от этой роли. Во время своего краткого периода отношений с королём она пыталась повлиять на него, чтобы тот избавился от своего фаворита Конрада Холька, которого она презирала.
Биргитта София умерла при родах в середине августа 1769 года. Девочка появилась на свет мёртвой.